# 1998-as Nickelodeon Kids’ Choice Awards
Ez a tizenegyedik Nickelodeon Kids’ Choice Awards. amelyet 1998. április 4-én rendeztek Pauley Pavilion, Los Angeles, Kaliforniában.

## Győztesek és jelöltek

### Kedvenc filmszínész
- Will Smith - Men in Black – Sötét zsaruk
- Robin Williams - Flubber - A szórakozott professzor
- Tim Allen - Dzsungelből dzsungelbe
- Jim Carrey - Hanta boy

### Kedvenc filmszínésznő
- Alicia Silverstone - Batman és Robin
- Uma Thurman - Batman és Robin
- Christina Ricci - Fránya macska
- Beverly D’Angelo - Vegasi vakáció

### Kedvenc film
- Titanic
- Batman és Robin
- Hanta boy
- Men in Black – Sötét zsaruk

### Kedvenc Tv színész
- Jonathan Taylor Thomas - Házi barkács
- Tim Allen - Házi barkács
- Kenan Thompson és Kel Mitchell - Sok hűhó és Kenan és Kel
- Marlon Wayans és Shawn Wayans - The Wayans Bros.

### Kedvenc Tv színésznő
- Melissa Joan Hart - Sabrina, a tiniboszorkány
- Brandy Norwood - Moesha
- Tia Mowry és Tamera Mowry - Ikercsajok
- Kirstie Alley - Veronica's Closet

### Kedvenc Tv show
- Kenan és Kel
- Házi barkács
- Sabrina, a tiniboszorkány
- Ikercsajok

### Kedvenc rajzfilm
- Fecsegő tipegők
- Hé, Arnold!
- A Simpson család
- Texas királyai

### Kedvenc együttes
- Hanson
- Spice Girls
- Backstreet Boys
- No Doubt

### Kedvenc dal
- Hanson - MMMBop

### Kedvenc videó játék
- Super Mario 64
- Donkey Kong Country 2: Diddy's Kong Quest
- Star Fox 64
- Yoshi's Island

### Kedvenc film állat
- Sabrina, a tiniboszorkány - Salem  (Amerikai rövidszőrű)
- Szájkosaras kosaras - Buddy (Golden retriever)
- Szabadítsátok ki Willyt! 3. - Willy (Bálna)
- Egértanya - egér (Egér)

### Kedvenc könyv
- Libabőr

### Hall of Fame díjas
- Tia Mowry
- Tamera Mowry

## Nyálkás hírességek
- Sean "Diddy" Combs

## Fordítás
- Ez a szócikk részben vagy egészben  a(z)   1998 Kids' Choice Awards című angol Wikipédia-szócikk ezen változatának fordításán alapul.  Az eredeti cikk szerkesztőit annak laptörténete sorolja fel. Ez a jelzés csupán a megfogalmazás eredetét és a szerzői jogokat jelzi, nem szolgál a cikkben szereplő információk forrásmegjelöléseként.